# Neoclytus fraterculus
Neoclytus fraterculus là một loài bọ cánh cứng trong họ Cerambycidae.